# ブリヂストン・プレスティーノ
ブリヂストン・プレスティーノ（Prestino）は、2008年から2010年度にかけてブリヂストンサイクルから販売されたシティサイクルである。2011年度からは、Villetta （ビレッタ） COMFORT モデルとしてブランド統合されている。

## 概要
キャッチコピーは「ジェントルマンの自転車、プレスティーノ。」。成人男性が、自転車による走行を楽しみながら通勤を行うような使用状況を想定したモデルである。自宅から勤務先まで、約8km前後を30分程度で通勤するような用途に最適化した設計がなされている。なお、8kmを30分掛けて通勤すると言う事は、平均時速で言うと16km/h程度であり、運動強度としては速いウォーキングに匹敵する5METSである。ちなみに、この程度の運動強度で、一度に30分以上の運動を行う事がフィットネスとして最適であるとされている。ただし、信号待ちの多い都市部において、8kmを30分で移動すると言うことは、10分弱が信号待ちに消費されるため、走行時の巡航速度が時速25km前後になることを意味する。これは運動強度で言うと「クロールでゆっくり泳ぐ」8METSで20分程度運動することに相当する（一日の往復16kmを考えると、軽い食事一食分に相当する400kcal〜500kalを消費する事となり、フィットネスとして相当効果的ではある）。プレスティーノの走行性能で時速25kmでの移動は充分に可能である。しかし若干の慣れと「夏場のタオル」などの汗対策、そして走行ポジションの細かい調整が必要である。

## 特徴
- 姉妹モデルのマリポーサの駆動機構を流用している。マリポーサのベルト駆動機構＋ローラーブレーキ＋内装変速機の組み合せを流用することによって、メンテナンスの頻度を省き、ズボンの裾を汚さすことなくスポーツ走行を可能としている。なお、前輪にクロスバイク用のVブレーキを採用しているマリポーサとは異なり、プレスティーノの前輪ブレーキはロードバイクで主流であるデュアルピボットキャリパーブレーキである。これは、Vブレーキと比較して制動力が若干弱いが、コントロール性に優れており、混雑した時間帯に、車道と歩道を交互に走行するため、微妙な減速が必要とされる通勤場面を考えた場合、最適なブレーキシステムであると言える。もちろん、安価なシティサイクル用シングルピボットキャリパーブレーキにみられる、制動力不足や片効き現象は無い。
- 前カゴ、鍵、前照灯、ドロヨケ、スタンドが標準装備であり、通勤用途として必要十分と言える。上位機種は前照灯用発電機にハブダイナモを使用しており、若干の重量増加はあるものの、点灯時でもダイナモの抵抗がほとんど無い。実際の通勤を想定すると、帰宅時はほぼ夜間であり、前照灯の点灯頻度は非常に高い。軽量化のため、電池式前照灯の使用を前提としたマリポーサ（前照灯用のブラケットが存在しない）と比較すると、プレスティーノは通勤用途に最適化されたモデルであると言える。

- タイヤは軽快車規格の27インチ1・3/8WOのタフロードタイヤである。スポーツ走行を考慮し、26インチ1・3/8ながら細めの専用タイヤを採用したマリポーサとは異なり、プレスティーノは通常のシティサイクルと同じ形状の頑丈なタイヤを使用している。このことにより、プレスティーノは悪路走破性を確保し、パンクによるトラブルを最大限回避している。また成人男性が主なユーザーであることを前提として、27インチタイヤを採用することにより、太く頑丈なタイヤによる走行性能の不利を最小限に押さえている。

- 乗車姿勢は、マリポーサよりやや強い前傾姿勢となっている。普段着の女性が強い前傾姿勢を取った場合、臀部が目立って不自然であるが（現在主流のローライズパンツだと、下着が露出してしまう）、スーツ姿の男性の通勤を考慮した場合、マリポーサより強い前傾姿勢を取っても臀部はスーツの上着に隠されて目立たず、しかもより高速走行が可能である。女性を考慮したマリポーサと通勤男性に特化したプレスティーノの乗車姿勢の違いは、以上が原因であると思われる。

- ハンドルとトップチューブに曲線を使用し、優美な印象を与えるマリポーサとは対照的に、プレスティーノはスチールによる細身のフレームパイプを活かし、直線を多用した精悍なデザインであり、スポーツ車にも見えるルックスである。また大型のベルトカバーを採用しており、スーツ姿での通勤を想定して、ズボンの裾を汚す危険性を徹底的に排除している（そもそもベルトドライブは潤滑油を使わないので、ズボンの裾を汚しにくい）。なお、マリポーサのフロントフォークは直線であるが、プレスティーノのフロントフォークは、通常の自転車のように湾曲している。これは、プレスティーノが（鉄フレームである事と相まって）衝撃吸収性を考慮しているためであると思われる。

- アルミニウムを主用し、車重14kg前後のマリポーサと比較して、プレスティーノはスチールやステンレスが主用されており、車重19kg前後である。混雑した通勤時の走行に良く見られる、歩道と車道の乗り越え、補修不十分な舗装路の走行などを考慮すると、スチールは衝撃吸収性の点で、アルミニウムより優れている。また、プレスティーノの想定している使用状況では年間走行距離は4000km弱にも及ぶ。よって、充分な強度を確保するために、ある程度の車重は必要であると思われる。（軽量なスチールフレームの安価なシティサイクルを通勤に使用した場合、数年を経過するとフレームにひび割れが出て来る場合すらある）。無論、カゴやライトと言った装備の充実による車重増加もある。

## 車種
プレスティーノ
初のモデルは、2008年1月16日に発表、同年1月25日に発売された。デビューモデルである2008年式はグッドデザイン賞を受賞し、シティサイクルとしては上々の評価を受けている。以降、カラーバリエーションの変更などモデルチェンジが行われている。いずれも27インチ型で、ローラーブレーキ、デュアルピボットキャリパーブレーキが装備されている。
| 年   | 型番   | 変速数  | 車重   | 車体色                                                                            | 主要装備                                                           | 備考 |
| ---- | ------ | ------- | ------ | --------------------------------------------------------------------------------- | ------------------------------------------------------------------ | ---- |
| 2008 | PS78BT | 内装8段 | 19.9kg | P.ブラックアメジスト P.クールグレー                                               | ハブダイナモ式自動点灯ランプ ソーラー充電テールランプ グリップベル |      |
| 2008 | PS73BT | 内装3段 | 19.2kg | P.ブラックアメジスト P.クールグレー E.モダンレッド                                | ハブダイナモ式自動点灯ランプ                                       |      |
| 2008 | PS73B  | 内装3段 | 18.5kg | P.ブラックアメジスト P.クールグレー E.モダンレッド                                | ブロックダイナモ式LED前照灯                                        |      |
| 2009 | PT78BT | 内装8段 | 19.8kg | P.ブラックアメジスト S.P.ミラーシルバー P.スターリングホワイト P.アイリスグリーン | ハブダイナモ式自動点灯ランプ ソーラー充電テールランプ グリップベル |      |
| 2009 | PT73BT | 内装3段 | 19.1kg | P.ブラックアメジスト S.P.ミラーシルバー P.スターリングホワイト P.アイリスグリーン | ハブダイナモ式自動点灯ランプ                                       |      |
| 2009 | PT73B  | 内装3段 | 18.4kg | P.ブラックアメジスト S.P.ミラーシルバー                                           | ブロックダイナモ式LED前照灯                                        |      |
| 2010 | PR78BT | 内装8段 | 19.8kg | F.ピアノブラック M.プレシャスチタン P.エメラルドターコイズ F.インディゴブルー     | ハブダイナモ式自動点灯ランプ ソーラー充電テールランプ グリップベル |      |
| 2010 | PR73BT | 内装3段 | 19.1kg | F.ピアノブラック M.プレシャスチタン P.エメラルドターコイズ F.インディゴブルー     | ハブダイナモ式自動点灯ランプ                                       |      |

## 車名の由来
イタリア語で「快速」を意味する「プレスト」と、「男の子」を意味する「ニーノ」から。